# 1909年至1910年英格蘭足總盃
1909/10球季英格蘭足總盃（英語：FA Cup），是第39屆英格蘭足總盃，今屆賽事的冠軍是紐卡素，他們在決賽以2:0擊敗班士利，奪得冠軍。本屆賽事在水晶宮國家體育中心舉行。
重賽則安排在葛迪遜公園球場舉行，班士利是次級聯賽球隊。

## 外部連結
1. 英格蘭足總盃官網Archive-It的存檔，存档日期2012-04-24
2. 英格蘭足總盃 歷屆冠軍（页面存档备份，存于）